# Giuseppe Adami
Giuseppe Adami fue un escritor y libretista italiano nacido en Verona el 4 de febrero de 1878 y fallecido en Milán el 12 de octubre de 1946). Es famoso por su colaboración con Giacomo Puccini en obras como La rondine (1917), Il Tabarro (1918) y Turandot (1924).
Después de la muerte de Puccini publicó una colección de cartas del maestro en Epistolario de 1928. En 1935 escribió una biografía titulada Giacomo Puccini, convirtiéndose en uno de los primeros biógrafos de Puccini. 
Adami escribió libretos para otros compositores, como Riccardo Zandonai, para el que realizó la letra de El Camino de la ventana. Fue crítico musical de la revista en Milán, y de 1931 a 1934 escribió para la revista La comedia.